# Ed H. Campbell
Ed Hoyt Campbell (* 6. März 1882 in Battle Creek, Iowa; † 26. April 1969 ebenda) war ein US-amerikanischer Politiker. Zwischen 1929 und 1933 vertrat er den Bundesstaat Iowa im US-Repräsentantenhaus.

## Werdegang
Ed Campbell besuchte die öffentlichen Schulen seiner Heimat. Nach einem anschließenden Jurastudium an der University of Iowa in Iowa City und seiner im Jahr 1906 erfolgten Zulassung als Rechtsanwalt begann er in Battle Creek in seinem neuen Beruf zu arbeiten. Politisch war er Mitglied der Republikanischen Partei. Zwischen 1908 und 1911 war er Bürgermeister von Battle Creek; von 1911 bis 1913 gehörte er dem Repräsentantenhaus von Iowa an. Während des Ersten Weltkrieges war er Soldat der US-Armee in einer Offiziersschule im Fort Snelling in Minnesota.
Zwischen 1920 und 1928 saß Campbell im Senat von Iowa, dessen amtierender Präsident er von 1924 bis 1926 war. Bei den Kongresswahlen des Jahres 1928 wurde Campbell im elften Wahlbezirk von Iowa in das US-Repräsentantenhaus in Washington, D.C. gewählt, wo er am 4. März 1929 die Nachfolge von William D. Boies antrat. Nach einer Wiederwahl im Jahr 1930 konnte er bis zum 3. März 1933 zwei Legislaturperioden im Kongress absolvieren, die von den Ereignissen der Weltwirtschaftskrise geprägt waren. Kurz vor Ende seiner Amtszeit wurde der 20. Verfassungszusatz verabschiedet, der den Beginn und das Ende der Legislaturperioden im Kongress sowie die Amtszeiten des Präsidenten neu regelte.
Ed Campbell war der letzte Abgeordnete des elften Wahlbezirks von Iowa. Dieser wurde 1932 aufgelöst bzw. als 9. Distrikt neu nummeriert. Campbell unterlag bei den Wahlen 1932 dem Demokraten Guy Gillette. Danach zog er sich aus der Politik zurück und arbeitete wieder als Rechtsanwalt. Er starb am 26. April 1969 in seinem Geburtsort Battle Creek.